# Ferrarisite
La ferrarisite è un minerale.